# Country Strong
Country Strong è un film del 2010 scritto e diretto da Shana Feste, interpretato da Gwyneth Paltrow, Tim McGraw, Garrett Hedlund e Leighton Meester.
Ha ricevuto una candidatura all'Oscar e al Golden Globe per la canzone Coming Home, scritta da Bob DiPiero, Tom Douglas, Hillary Lindsey e Troy Verges e cantata da Gwyneth Paltrow.
È stato distribuito nelle sale cinematografiche italiane dal 10 giugno 2011.

## Trama
Kelly Canter, una famosa e amatissima cantante country si trova in rehab dopo essere stata arrestata per guida in stato di ebbrezza. Si scopre più in là nel film che Kelly è depressa per aver perso il bambino che aspettava dal suo marito e manager James.
James ha programmato una tournée di rilancio per la moglie, la quale lascia la disintossicazione nonostante il suo amico Beau, che va spesso a trovarla e a cantare per lei e con il quale lei ha una relazione, non si dimostri convinto della sua totale guarigione.
Per volere di Kelly, Beau si unisce al tour per aprire i suoi concerti; ma non è il solo: anche Chiles Stanton, reginetta di bellezza con ambizioni da cantante country-pop, fa parte della comitiva.

## Produzione
Con un budget di 15 milioni di dollari, a novembre 2009 iniziò la produzione del film, che inizialmente doveva chiamarsi Love Don't Let Me Down. Garrett Hedlund prese lezioni di chitarra e di canto prima dell'inizio delle riprese, perché non aveva mai suonato o cantato in precedenza. Anche Gwyneth Paltrow prese lezioni di chitarra per poter interpretare il ruolo.
La regista Shana Feste dichiarò di essersi ispirata alla storia della popstar Britney Spears per il personaggio di Kelly Canter.
La maggior parte delle riprese sono state effettuate a Nashville in Tennessee, tra gennaio e marzo 2010.

## Colonna sonora
Il 26 ottobre 2010 è stata pubblicata l'original soundtrack del film, Country Strong - Original Motion Picture Soundtrack. Tra i vari interpreti delle canzoni troviamo Gwyneth Paltrow, Leighton Meester e Garrett Hedlund.

## Accoglienza

### Incassi
Il film nel suo giorno di apertura, il 7 gennaio 2011, ha guadagnato 7,5 milioni di dollari ed ha raggiunto il sesto posto della classifica. Alla fine, in totale, negli USA ha incassato 20,5 milioni di dollari, superando i 15 milioni di budget.

## Home Video
Il film è uscito in DVD e Blu-Ray il 12 aprile 2011. I contenuti speciali includono la colonna sonora, le scene eliminate, i video musicali, il finale originale e le featurette del cast, dei cantautori e dei costumi.